# 安菲翁
在希腊神话中有多名以安菲翁（派生于单词ἀμφί“两边、周围”）为名的角色。
- 安菲翁是宙斯与安提俄珀之子，有一位名叫齊薩斯的双胞胎兄弟。 他们共同建造了底比斯城。古希腊地理学家保萨尼亚斯叙述了一个埃及传说，在传说中安菲翁用魔法建造了底比斯的城墙[1]。安菲翁后来与尼俄伯结婚，又在他家人被阿波罗与阿耳忒弥斯所杀后自尽。狄奥多罗斯认为克洛里斯是安菲翁的女儿[2]，但在另一个版本的描述中，克洛里斯的父亲亦名安菲翁，即下文的米尼安人国王。
- 安菲翁是伊阿索斯与一名名为珀耳塞福涅凡人所诞之子。对该角色的文字描述较少，仅提到他是維奧蒂亞州奥尔霍迈诺斯的米尼安人国王。
- 安菲翁是许佩阿西俄斯之子。与其兄弟阿斯忒里俄斯同列于阿尔戈英雄。[3]
- 厄利斯的安菲翁，他在特洛伊战争中为希腊方作战。[4]